# Yakalo
Hybride
Parent  mâle  de l'hybridation 
  Bos grunniens 
×

Parent  femelle  de l'hybridation 
  Bison bison 
Le yakalo est un croisement entre un yak (Bos grunniens) et un bison d'Amérique (Bison bison, nommé buffalo en Amérique du Nord). Des expériences d'hybridation entre les deux espèces se sont déroulées dans les années 1920 dans le Buffalo Park de Wainwright en Alberta (Canada),. Le but est de produire des animaux à viande parfaitement adaptés à un environnement très froid. Ces croisements sont réalisés entre des taureaux yack et des bisonnes mais aussi des vaches hybrides bison-bovins. Comme pour de nombreux autres croisements interspécifiques, seuls les hybrides femelles se sont révélées fertiles (règle de Haldane). Peu d'hybrides ont survécu et les expériences sont interrompues en 1928.